# Acetilene
L'acetilene (nome IUPAC: etino) è il più semplice degli alchini, idrocarburi con un triplo legame carbonio-carbonio. Fu scoperto nel 1836 dal chimico britannico Edmund Davy.

## Descrizione
A temperatura e pressione standard è un gas incolore ed estremamente infiammabile. Ha una temperatura di autoaccensione di circa 305 °C. È un gas estremamente pericoloso perché può esplodere anche con inneschi minimi e per questo è normalmente diluito nell'acetone.
La maggior parte dell'acetilene (~80%) è utilizzata come intermedio di sintesi di altri composti; circa il 20% della produzione annua di acetilene è usato per saldatura e taglio dei metalli (ossiacetilene), dato che la sua combustione con l'ossigeno produce una fiamma la cui temperatura arriva a circa 3300 °C. L'acetilene è anche usato nella lavorazione dell'acciaio.
L'acetilene veniva in passato utilizzato nei dispositivi di illuminazione utilizzati dagli speleologi e dai minatori dove veniva prodotto in situ a partire dal carburo di calcio facendolo reagire con l'acqua.
Viene utilizzato anche in saldatura e in brasatura, sia in bombole sia prodotto in loco da gasogeni, anche se la saldatura elettrica da circa 50 anni sta progressivamente soppiantando l'uso della saldatura a cannello.
La molecola dell'acetilene ha geometria lineare, ovvero tutti e quattro gli atomi sono allineati lungo l'asse del triplo legame che unisce i due atomi di carbonio che hanno ibridazione sp. Dal punto di vista chimico, la reattività dell'acetilene è simile a quella dell'etene, ovvero si manifesta attraverso reazioni di addizione al triplo legame.
Una particolarità dell'acetilene (e in genere degli alchini terminali, ossia quelli che hanno struttura tipo R-C≡C-H) è l'acidità degli atomi di idrogeno. Per trattamento con basi forti, l'acetilene perde uno o entrambi gli idrogeni formando l'anione HC≡C- (acetiluro) o il dianione C22- (carburo).
Data l'estrema facilità con cui brucia ed esplode, nonché l'elevata energia liberata dalle sue esplosioni, l'acetilene va manipolato con estrema cautela.

## Sintesi
L'acetilene è un prodotto molto costoso; si tende a sostituirlo con etilene che costa un terzo ed è molto meno pericoloso (infatti l'acetilene ha limiti di esplosività in aria di 2.3-80 e di 2.3-93 in ossigeno).
Il primo metodo di preparazione risale al 1862:
```
CaO + 3C → CaC
2
 + CO		ΔH°=108 kcal/mol
```

in forno elettrico si carica una miscela di coke (40 %) e di calce (60 %), si scalda a T = 2000 °C. Il consumo di energia elettrica è di 4-4.3 kWh per kg di CaC2. Successivamente si idrolizza il carburo di calcio:
```
CaC
2
 + 2H
2
O → Ca(OH)
2
 + CH≡CH	ΔH°=–32 kcal/mole
```

Con l'aumento della domanda di acetilene questo processo va in crisi perché non si possono costruire forni di alta capacità. Si è sviluppato quindi un processo di pirolisi di idrocarburi:
```
2CH
4
 → CH≡CH + 3H
2
	             ΔH°=96 kcal/mole, con ΔG°<0 a T=1450
 
°C

C
4
H
10
 → 2CH≡CH + 3H2		ΔH°=72 kcal/mole, con ΔG°<0 a T=1120
 
°C
```

A T basse l'acetilene è ancora più instabile, ma la cinetica di decomposizione è più lenta:
```
2C + H
2
 → CH≡CH		ΔH°=54 kcal/mole, con ΔG°> 0  fino a T=4000
 
°C
```

A temperatura ambiente viene assorbito in acetone per essere stabilizzato.
Il problema di questa sintesi è quello di fornire calore ad alte T per tempi bassissimi; le soluzioni trovate sono due:
1. calore fornito dall'esterno (arco elettrico o parete riscaldata); i gas di reazione non vengono inquinati o diluiti dai prodotti di combustione;
2. calore fornito dall'interno (come nei gasogeni) per combustione parziale dei reagenti, o per miscelazione dei reagenti con i gas di combustione.

### Reattore ad arco elettrico rotante
È un reattore tubolare raffreddato da una camicia a circolazione di acqua; un'elettrocalamita fa ruotare l'arco che scocca fra l'elettrodo centrale e la parete del reattore, in modo ottenere una d.d.p. uniforme e quindi una T uniforme. Ciò serve a diminuire le quantità di nerofumo e quindi evitare l'abbassamento di resa in acetilene. Ci sono due alimentazioni: a monte dell'arco si alimentano idrocarburi leggeri C1-C3 a T = 2500 °C; a valle si alimentano C4-C11 a T = 1800 °C. Il raffreddamento è ottenuto sia per evaporazione del fluido di quenching sia per assorbimento di calore da parte della reazione paraffina → acetilene. Il tempo di contatto è di circa 1/100 di secondo.

### Processo Wulf
Prevede due forni che lavorano alternativamente: il primo in fase di riscaldamento, dove si ha la combustione in aria; nel secondo si ha la fase di pirolisi a 1200 °C.

### Bruciatore Fauser-Montedison
In questo caso si hanno due diversi quenching: un primo con benzina, dove avvengono deidrogenazioni con produzione di acetilene ed etilene; in seguito si ha un secondo quenching con acqua.

### Processo Hoechst-Uhde
Come combustibile si usa il gas che proviene dalla coda dell'impianto (H2 + CO + idrocarburi). Il reagente idrocarburico è successivamente iniettato nella corrente gassosa costituita dai gas combusti caldi, a T = 1500 °C e tempo di contatto pari a 1/1000 di secondo.

### Apparecchio Forlanini
Forlanini produsse, per l'industria Gazogene e Fabbrica del gas di Forlì, un proprio modello di apparecchio per generare acetilene. I relativi appunti e lo schizzo sono conservati nel Fondo Enrico Forlanini del Museo nazionale della scienza e della tecnologia Leonardo da Vinci di Milano.